# Barrio de Xicani
Barrio de Xicani är en ort i kommunen Morelos i delstaten Mexiko i Mexiko. Samhället hade 422 invånare vid folkräkningen år 2020.